# Surinamekade
De Surinamekade in een straat, kade en wandelpromenade op het KNSM-eiland in Amsterdam-Oost. De kade langs het IJ was jarenlang in gebruik als havenkade voor zeeschepen van de Koninklijke Nederlandse Stoomboot-Maatschappij (KNSM). Sinds circa 1990 is het KNSM-eiland een woongebied en fungeert de Surinamekade deels als wandelgebied.

## Ligging
De Surinamekade vormt de noordelijke begrenzing van het KNSM-eiland in het Oostelijk Havengebied van Amsterdam. De kade is onderdeel van de zuidelijke IJ-oevers. Aan de overkant van de rivier ligt Nieuwendam. De Surinamekade strekt zich uit tussen het Azartplein in het westen en de Venetiëstraat in het oosten. In het westen sluit de kade aan op de Sumatrakade op het Java-eiland. De cirkelvormige Venetiëstraat vormt aan de oostzijde de begrenzing van het schiereiland en dus ook het eindpunt van de Surinamekade. De Surinamekade telt een zevental korte zijstraatjes, die op één na allemaal naamloos zijn; alleen de meest westelijke heeft een naam: Messinastraat. De kade is ongeveer 750 meter lang en gemiddeld circa 10 meter breed.

## Verkeer en inrichting
De Surinamekade is verkeersluw ingericht en deels alleen voor voetgangers toegankelijk. Het openbaar vervoer (GVB tram 7, bus 48 en 65, en Oostveer) maken gebruik van KNSM-laan en Azartplein. Gemotoriseerd verkeer en fietsers zijn alleen toegestaan in het westelijk deel van de Surinamekade, tussen Azartplein en het gebouw Skydome. Hier geldt eenrichtingverkeer van west naar oost. Tevens bevindt zich in dit deel een dertigtal parkeerplaatsen, merendeels langs de hoge stoep aan de noordzijde van Loods 6. Voorbij Skydome is de kade tot aan de oostelijke punt van het schiereiland ingericht als wandelpad.
De inrichting van de twee delen van de kade weerspiegelt het verschillend gebruik ervan. In het westelijk deel is het rijweggedeelte geplaveid met klinkers, gelegd in keperverband. Aan de kant van het IJ is door middel van paaltjes (amsterdammertjes) een wandelpad afgescheiden, dat geplaveid is met stelconplaten. Cortenstalen plantenbakken en een neerklapbaar parkeerpaaltje geven het einde van het voor verkeer toegankelijke deel aan. Het oostelijk deel van de kade is over de hele breedte geplaveid met roestkleurige stelconplaten, die de kade een industriële uitstraling geven. Bij de zijstraatjes zijn langs de waterkant stalen kadehekken geplaatst. Op enkele plaatsen bevinden zich noodtrappen in de kademuur. Bij de (short-stay) ligplaatsen voor varende binnenvaartschepen zijn aansluitpunten voor water en elektriciteit. Tussen de kade en de bebouwing staat een rij bomen en ligt een grasstrook. Hier en daar zijn zitbanken geplaatst. Het donkerblauwe straatmeubilair (amsterdammertjes, kadehekken en zitbanken) is speciaal voor het Oostelijk Havengebied ontwikkeld door de Dienst Ruimtelijke Ordening. Verspreid in het gras liggen boomstammen, die moeten voorkomen dat auto's de kade oprijden. In het meest oostelijke deel ontbreekt de grasstrook. Hier zijn twee pleinachtige ruimtes: het ene met een brede trappartij naar de KNSM-laan ('buspleintje'); het andere met enkele zitbanken en fitnesstoestellen. Beide pleintjes hebben een kasseibestrating. Het meest oostelijke pleintje is aan twee kanten omgeven door water (het IJ en het Amsterdam-Rijnkanaal) en heeft nog de oorspronkelijke, verhoogde kademuur. Op de uiterste punt bevindt zich ten behoeve van de scheepvaart de radarpost Surinamekade.

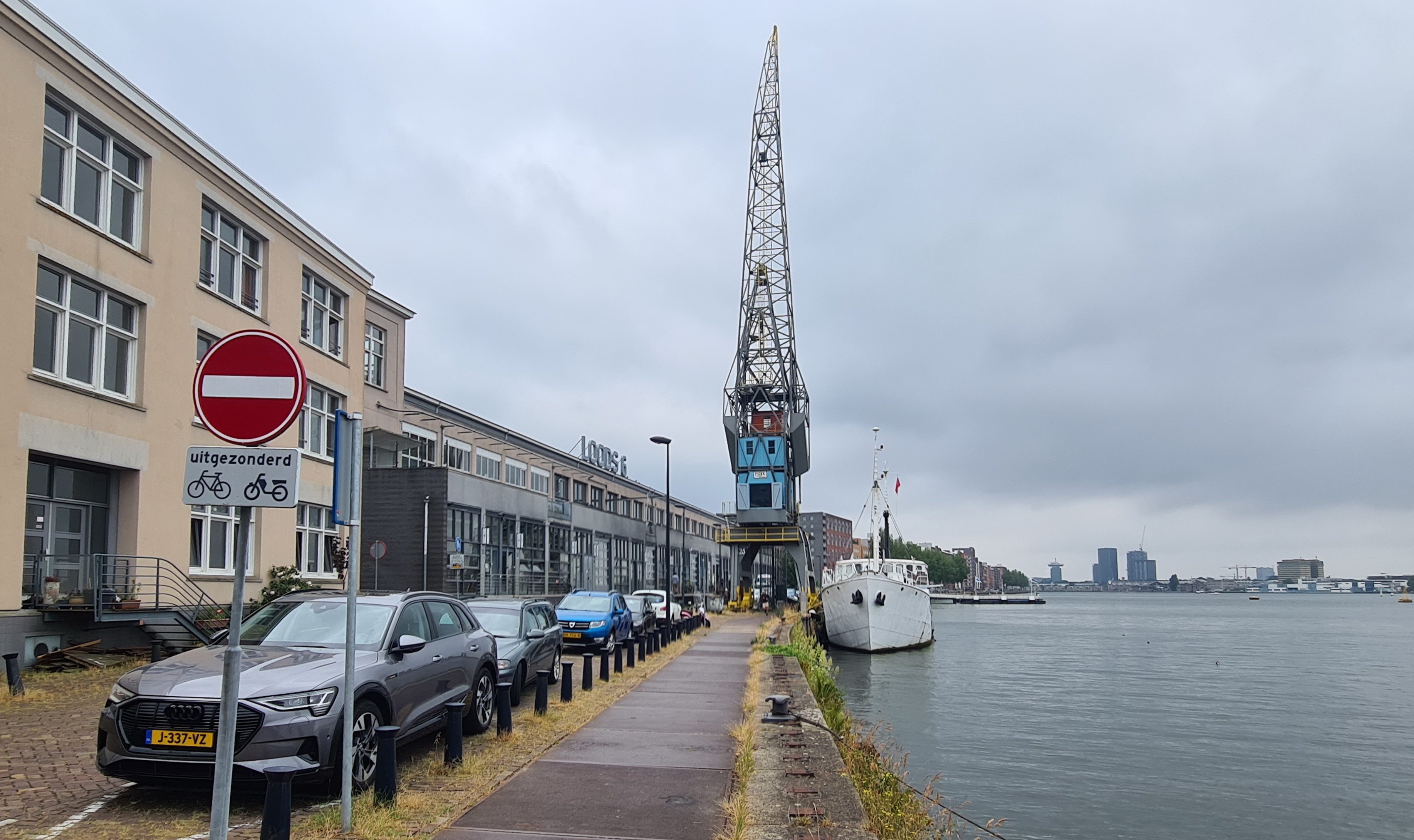
Voetpad met stelconplaten (westelijk straatdeel)
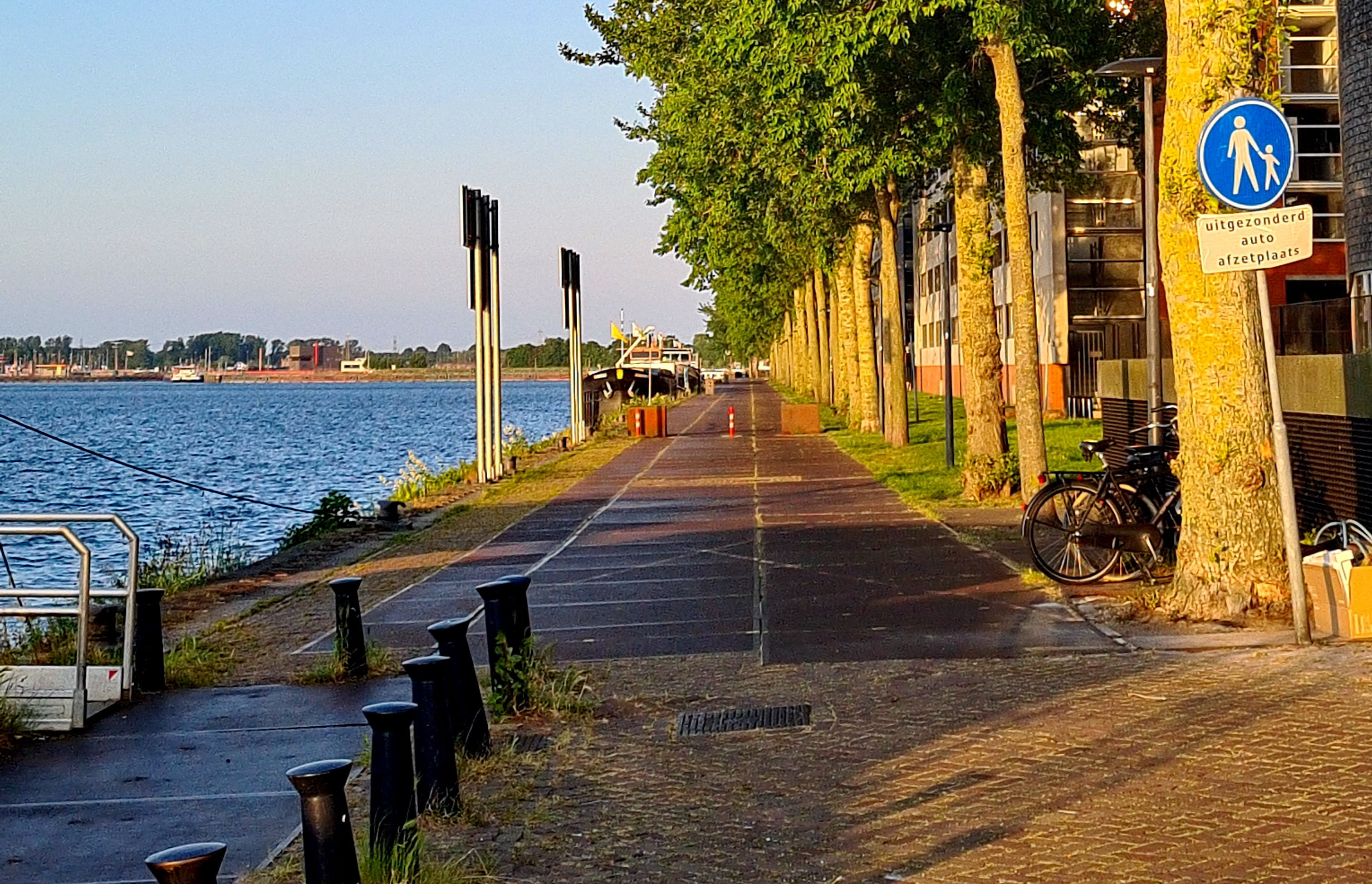
Begin wandelpromenade: einde klinkerbestrating
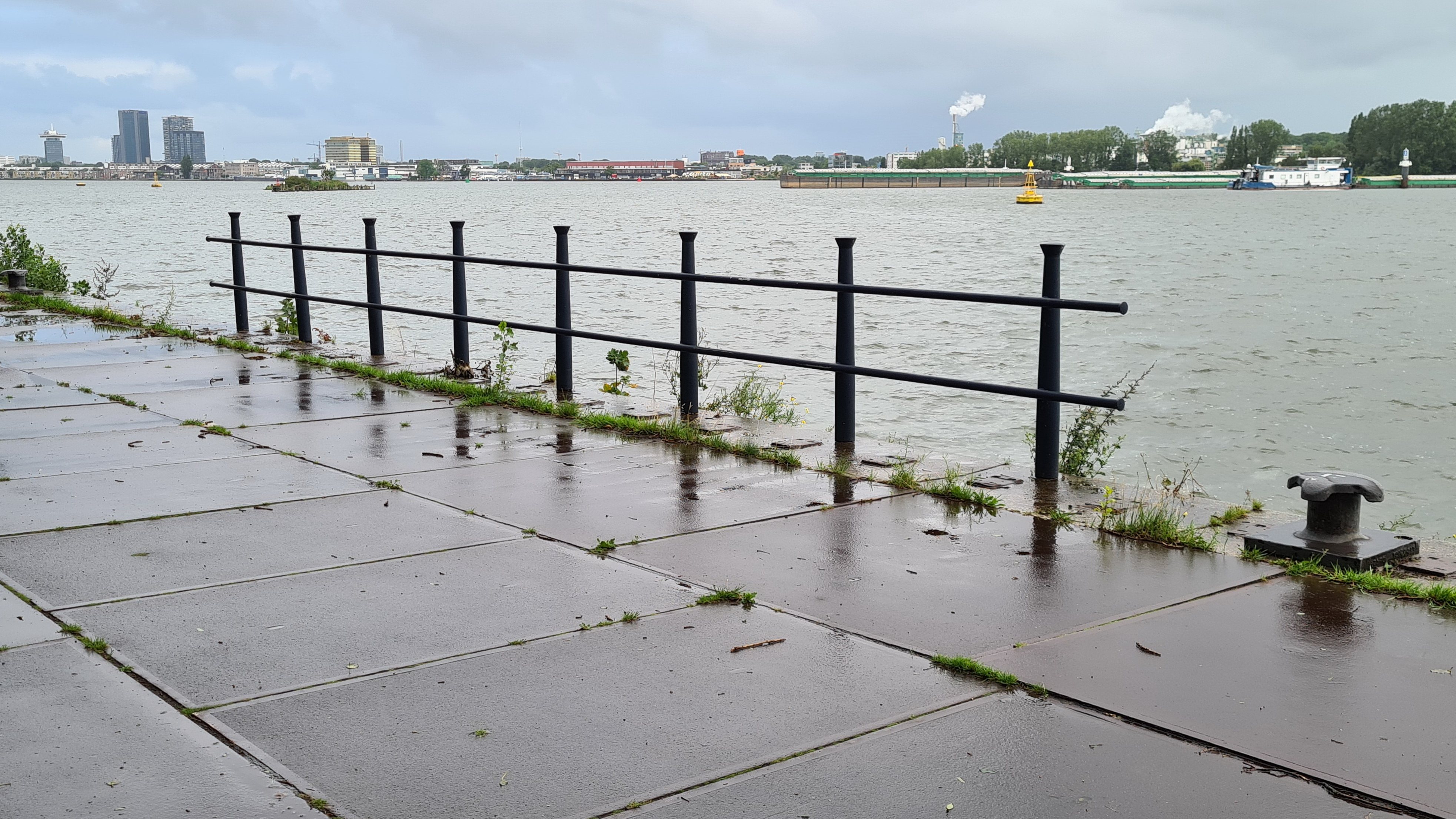
Stelconplaten, kadehek en bolders
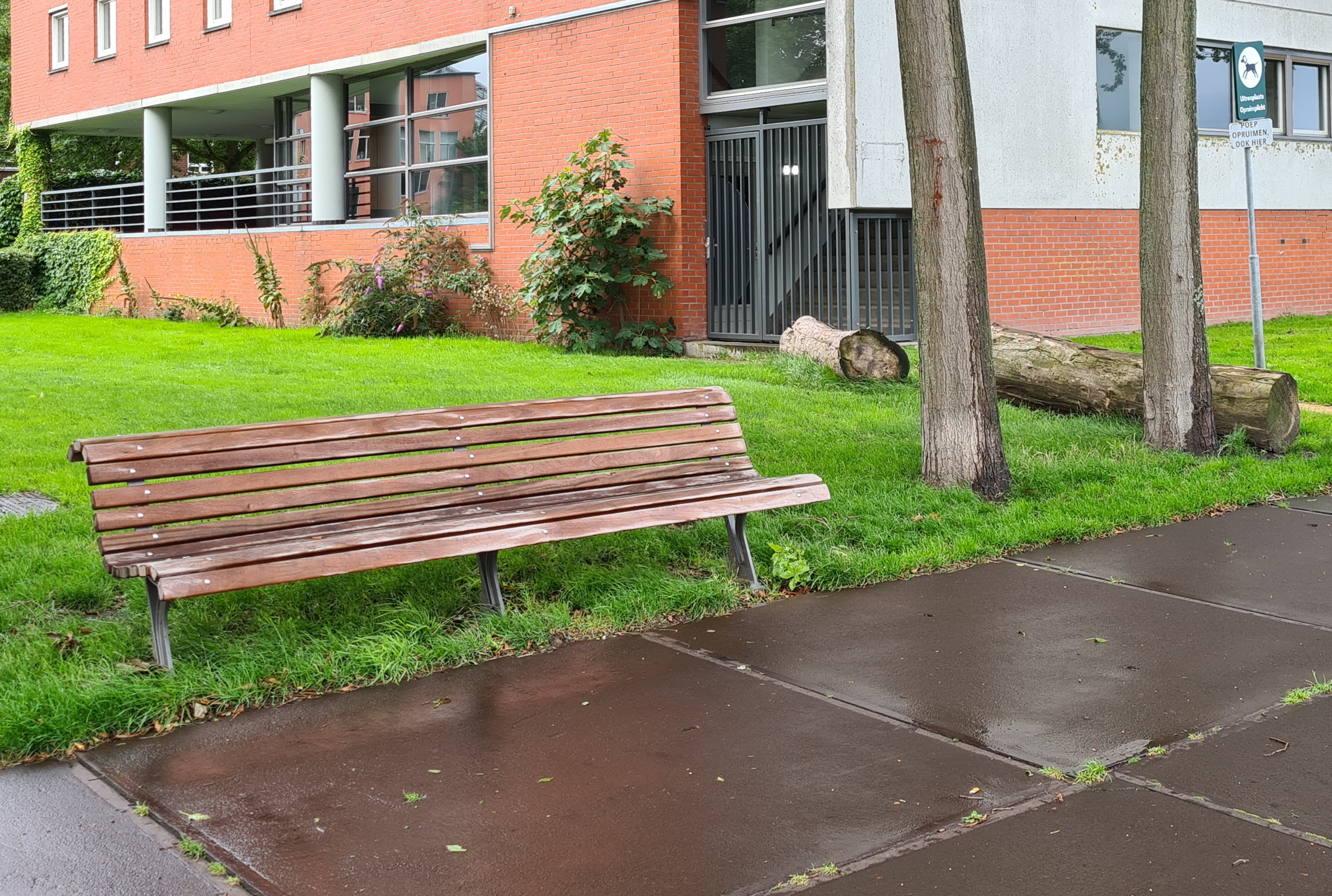
Bankje en boomstammen
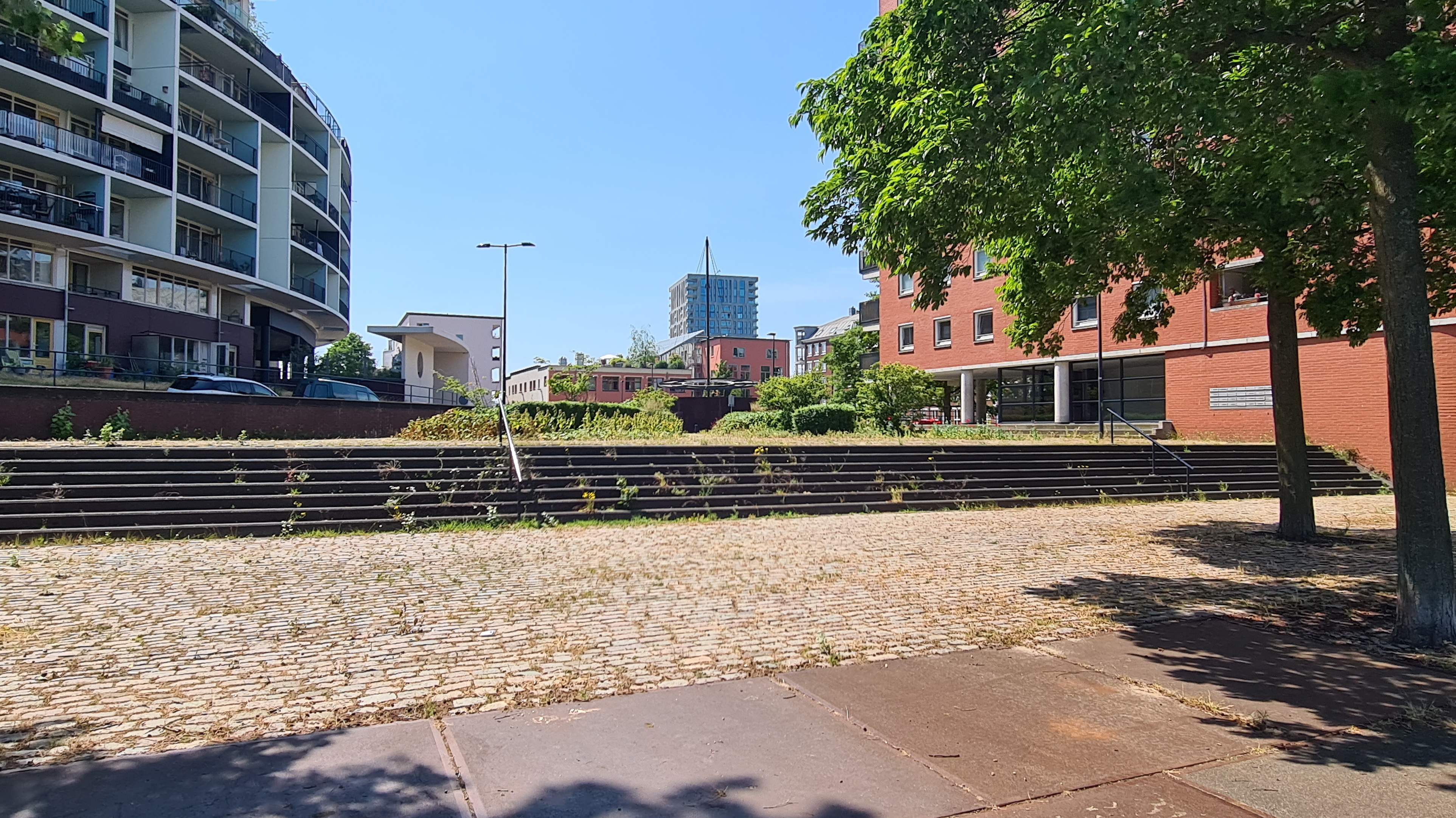
Pleintje met kasseien en trappartij naar KNSM-laan
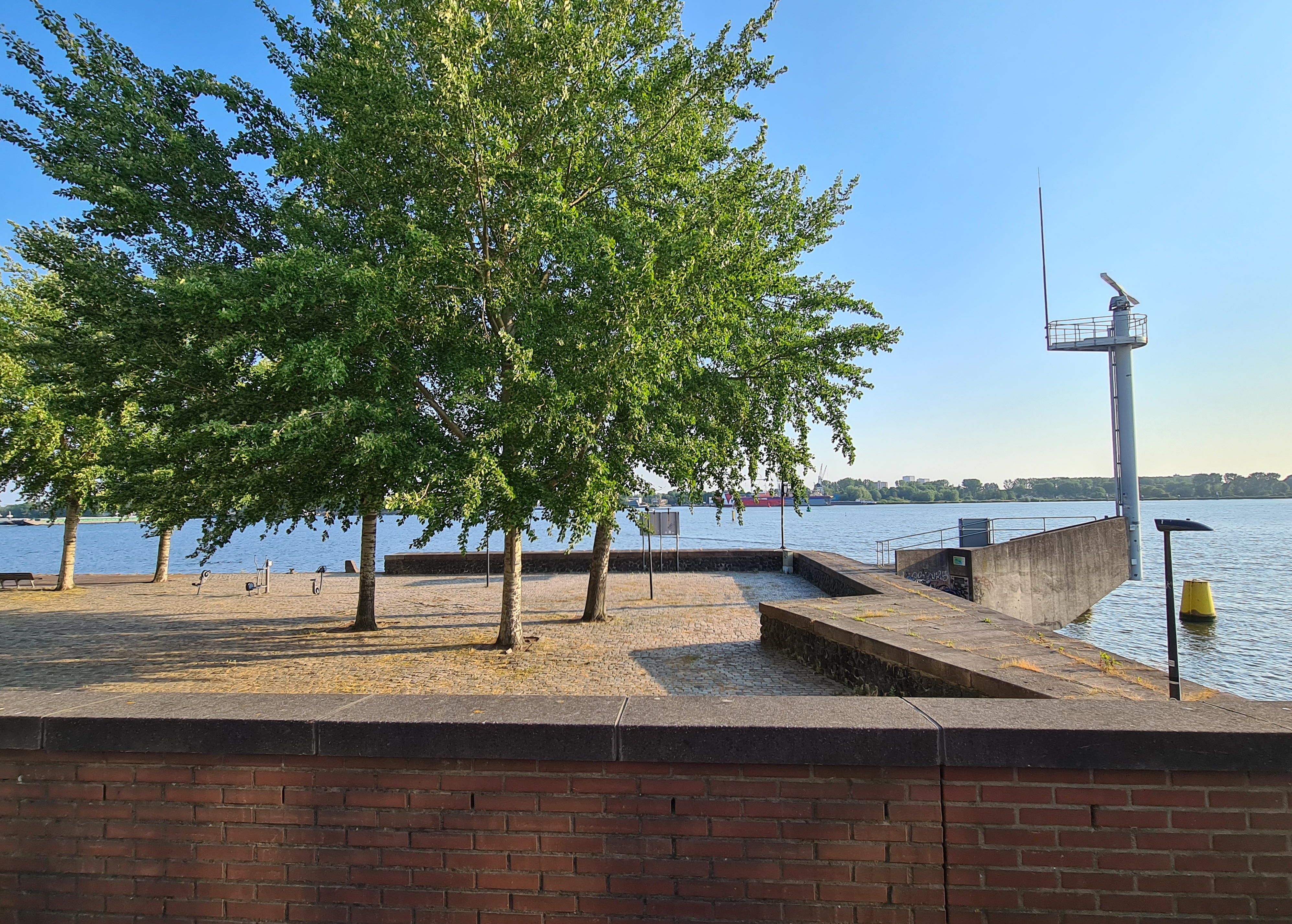
Pleintje bij oostpunt (met kademuur en radarpost)

## Geschiedenis

### Naamgeving
De straat werd per raadsbesluit op 26 augustus 1914 vernoemd naar de toenmalige kolonie Suriname. Veel schepen voeren vanaf deze kade naar Suriname en de Nederlandse Antillen, ook wel "de West" of West-Indië genoemd. Amsterdam kent ook een Surinamestraat en Surinameplein, beide in Amsterdam-West gelegen.

### Havenkade: vooroorlogse ontwikkeling
De Surinamekade vormt samen met de Sumatrakade de noordelijke havenkade van een eind negentiende eeuw aangelegd schiereiland in het Oostelijk Havengebied, het IJ-eiland. In 1903 verhuisde het laad- en losbedrijf van de Koninklijke Nederlandse Stoomboot-Maatschappij naar het oostelijk deel van het IJ-eiland, dat later de naam KNSM-eiland kreeg. De eerste loodsen en administratiegebouwen verrezen aan de zuidkade, de latere Levantkade. Wanneer de noordkade in gebruik is genomen, is niet bekend. Waarschijnlijke gebeurde dat omstreeks 1912, toen de KNSM de Koninklijke West-Indische Maildienst (KWIM) overnam en haar activiteiten uitbreidde naar de oceaanvaart op Zuid- en Midden-Amerika. De loodsen zijn afgebeeld op een ongedateerde prent, waarvan vermoed wordt dat die omstreeks 1910 is gemaakt. De oorspronkelijke loods 6, op de prent met opschrift "Koninklijke West-Indische Maildienst", is in 1920-1922 vervangen door de nog bestaande nieuwbouw. De bebouwingsgeschiedenis van het KNSM-eiland is gedeeltelijk af te lezen aan de nummering van de loodsen: aan de Levantkade van west naar oost 1 t/m 3 en aan de Surinamekade van oost naar west 4 t/m 6. Tussen de grote loodsen 4 en 5 bevond zich een cluster kleinere gebouwen, waarschijnlijk administratiekantoren en werkplaatsen. Hier bevond zich tevens een aftakking van de goederenspoorlijn (die ter plekke van de huidige KNSM-laan lag) naar de kade. Tussen loods 5 en 6 lag een (nog bestaand) gebouw dat later werd aangeduid als douanegebouw. Het thans vrijstaande gebouw lijkt op oudere foto's aan Loods 6 vast gebouwd.

### Tweede Wereldoorlog
Tijdens de Tweede Wereldoorlog verloor de KNSM meer dan de helft van haar vloot. De kades en havenkranen op het KNSM-eiland waren door bombardementen grotendeels onbruikbaar geworden. Ook een deel van de loodsen raakte beschadigd. De nog min of meer intacte loodsen werden in het laatste oorlogsjaar gebruikt als interneringskamp voor Nederlandse mannen die vanwege de Arbeitseinsatz waren opgepakt. Na de oorlog werd een deel van de loodsen gebruikt als interneringskamp voor collaborateurs, NSB'ers en andere 'foute' Nederlanders. Daarbij fungeerde de zeer grote en onverwarmde loods 4 aan de Surinamekade als onderkomen voor een groot deel van de mannelijke geïnterneerden. Het kamp werd in juli 1946 ontruimd, waarna het herstel van de kades en loodsen een aanvang kon nemen.

### Naoorlogse ontwikkelingen
Tot in de jaren 1970 vertrokken veel zeeschepen vanaf de Surinamekade zowel richting 'de West' als 'de Oost'. Veel KNSM-schepen waren primair bedoeld voor de vrachtvaart, maar hadden tevens een beperkte capaciteit voor passagiers. In de naoorlogse jaren nam het belang van de cruisevaart vanaf de Surinamekade, onder andere naar de Caraïben, sterk toe. In 1956, bij het honderdjarig bestaan van de rederij, vond een interne verbouwing van Loods 6 plaats, waarbij met name de vertrek- en aankomsthal voor de eersteklaspassagiers bij de tijd gebracht werd. In de tijd dat Suriname en de Nederlandse Antillen kolonies van Nederland waren, reisden duizenden militairen, alsmede bestuurders, zakenlieden en toeristen per KNSM-schip vanaf de Surinamekade naar deze bestemmingen. In 1972 kwam een einde aan het vervoer per schip van de TRIS-militairen, waarna de laatste passagiersschepen, de Prins der Nederlanden en de Oranje Nassau, werden verkocht.
Vanaf eind jaren 1960 ging het minder goed met de Nederlandse rederij en de KNSM in het bijzonder. Ondanks overnames en fusies lukte het niet om concurrerend te blijven. Bovendien werden steeds meer havenactiviteiten verplaatst van het Oostelijk Havengebied naar het Westelijk Havengebied. Na het vertrek van de KNSM van 'haar eiland' in 1979, werden plannen gemaakt om het schiereiland in te richten als woongebied. Vanaf 1980 namen krakers en kunstenaars bezit van de enigszins bewoonbare gebouwen. Van de loodsen werd alleen loods 6 gekraakt. In de tweede helft van de jaren 1980 namen stadsnomaden de open ruimten in bezit, waarna de verloedering inzette.

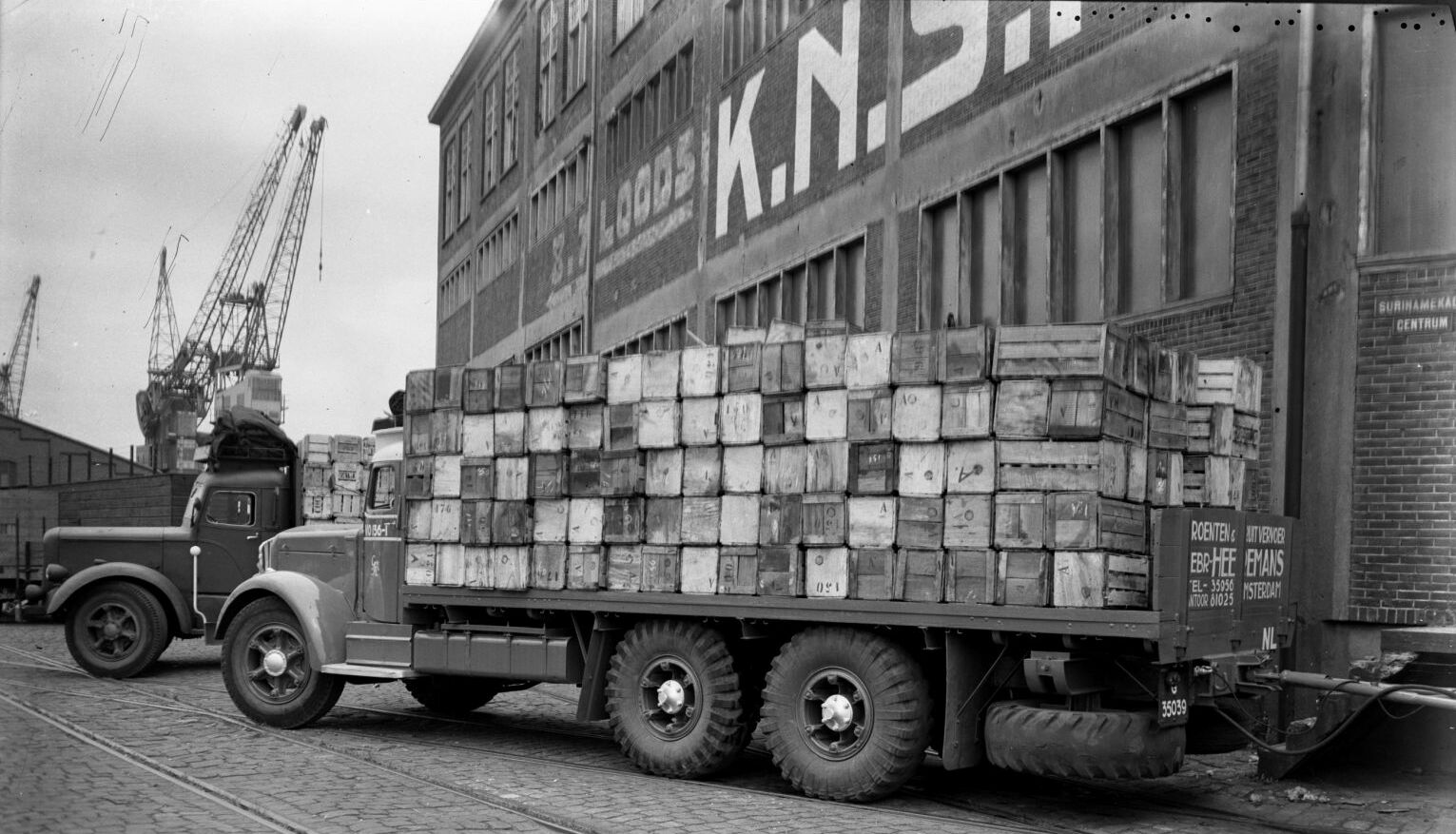
Verscheping van groente en fruit bij loods 6 (1949)
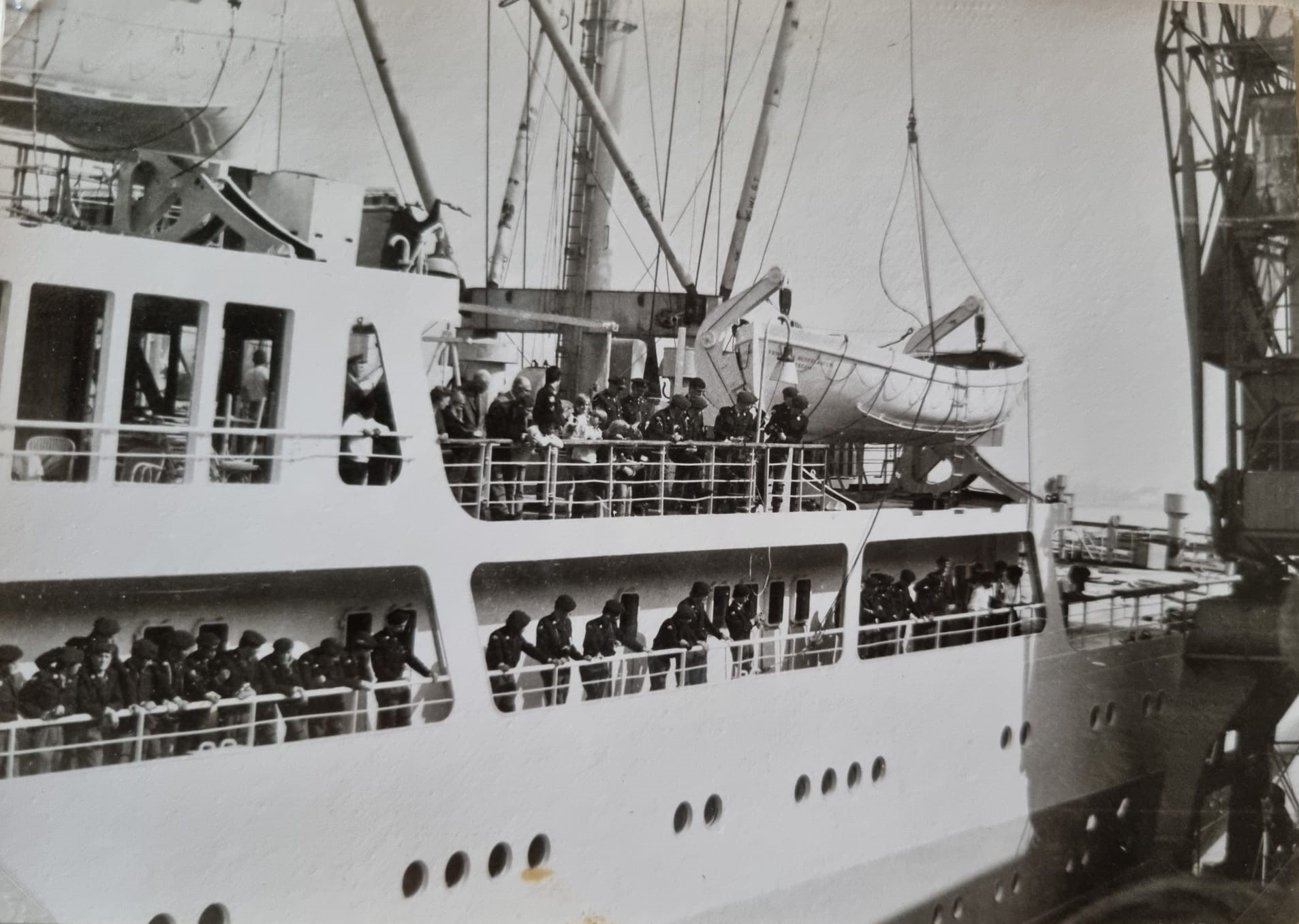
Afvaart Prins der Nederlanden met TRIS-militairen (1972)
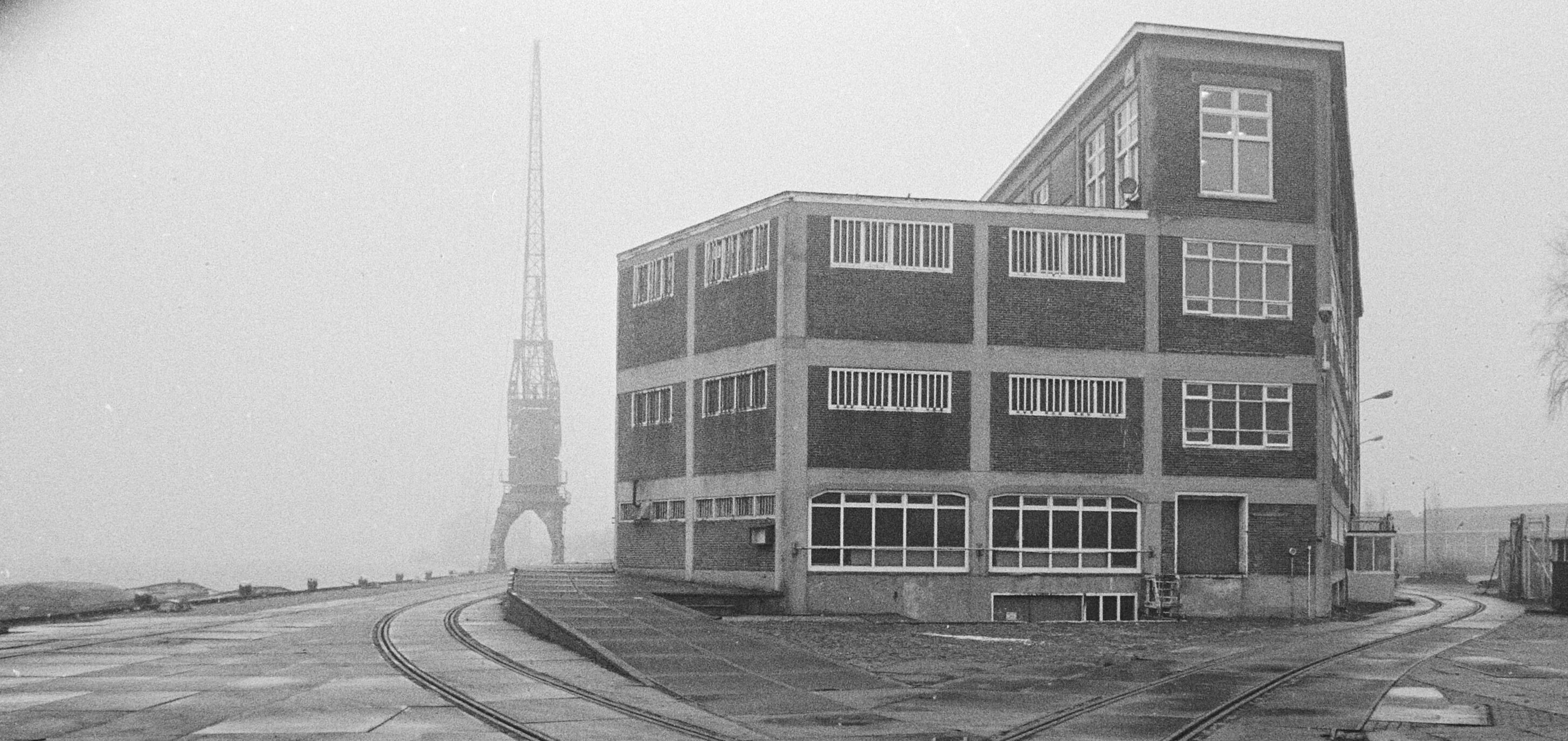
Loods 6, gezien vanaf het Azartplein (1981)
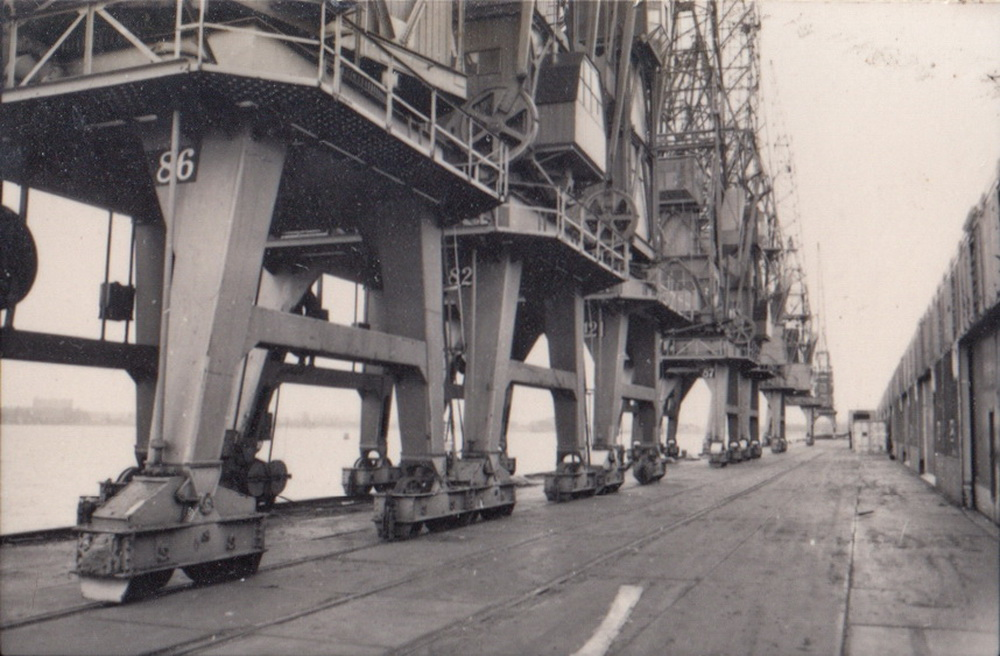
Havenkranen en loods 4 of 5 (1983)

### Herontwikkeling
Anders dan het westelijk deel van het schiereiland (Java-eiland), waar vrijwel alle bestaande bebouwing tegen de vlakte ging, werd op het KNSM-eiland gekozen voor een mengeling van oud- en nieuwbouw. Soms waren krakers een sta-in-de-weg voor rigoureuze sloop, zoals bij Loods 6 en het douanegebouw, die mede daardoor van de sloop gespaard bleven. Het KNSM-eiland werd vanaf circa 1990 bebouwd volgens een masterplan van architect-stedenbouwkundige Jo Coenen. In de visie van Coenen paste een bebouwing met forse woonblokken, gelegen aan een boulevard-achtige hoofdstraat, de KNSM-laan. Aan de zuidzijde van het eiland verrezen twee zogenaamde 'superblokken', gesloten woonblokken rondom binnenhoven, Piraeus en Barcelona (ook wel Kollhoffgebouw en Albertcomplex genoemd). Aan de noordzijde van het eiland, tussen Surinamekade en KNSM-laan, werd gekozen voor een bebouwing met minder massieve appartementengebouwen en een woontoren. Omstreeks 1997 was de herontwikkeling voltooid.

## Bezienswaardigheden

### Erfgoed
Enkele gebouwen en objecten aan de Surinamekade herinneren nog aan het havenverleden. De met granieten blokken afgedekte kademuur, met restanten van houten meerpalen, dateert uit de tijd van de havenaanleg. De Stelconplaten zijn hergebruikt, maar dateren uit de naoorlogse periode. Anders dan de zuidkade van het KNSM-eiland, heeft de noordkade maar weinig vaste ligplaatsen voor woonschepen. Wel kunnen varende binnenvaartschepen voor korte duur aanleggen in het oostelijk deel van de kade.

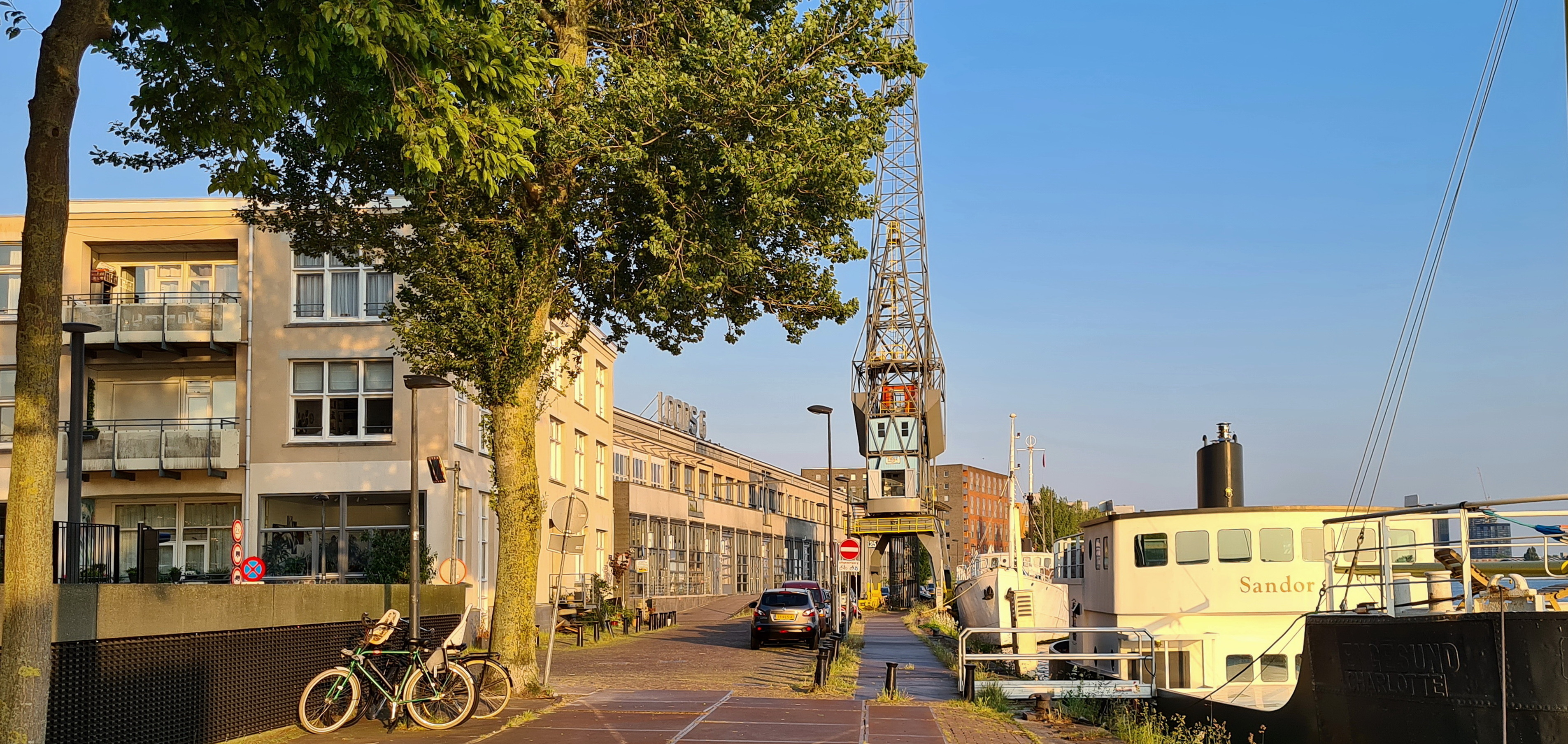
Surinamekade gezien naar het westen. V.l.n.r.: voormalig douanegebouw, Loods 6, kraan 2868 en woonschepen (2023)

Van de vele havenkranen is er één bewaard gebleven, kraan 2868, die op een stukje bewaard gebleven kraanspoor staat. Het betreft een Figee-kraan uit 1957, die in 2016-2017 werd omgebouwd tot gastenverblijf (Surinamekade 34). De kraan is een gemeentelijk monument, evenals de naastgelegen Loods 6 uit 1922. Van deze goederenloods, die van den beginne tevens dienst deed als passagiersterminal van de KNSM, werd in 1956 een deel intern verbouwd tot vertrek- en aankomsthal voor de eersteklasreizigers, naar een ontwerp van scheepsarchitect Johan van Tienhoven. Bij die verbouwing kwam onder meer de Kompaszaal tot stand, in typische jarenvijftigstijl. In 1994-1997 werd het pand opnieuw grondig verbouwd tot ateliergebouw door Villanova Architecten. Op de kop van het gebouw aan de kant van het Azartplein werd een serreachtige uitbouw toegevoegd. Aan de kant van de KNSM-laan kwamen op de begane grond commerciële ruimtes (winkels, horeca, een galerie en een kunstuitleen). De Kompaszaal werd gerestaureerd en huisvestte enige tijd het Open Haven Museum (1986-2002). Aan de kant van de Surinamekade bevinden zich voornamelijk werkplaatsen en ateliers (Surinamekade 4-33). Opvallend is de hoge stoep, die het laden en lossen gemakkelijker moest maken.
Ten oosten van Loods 6 staat het voormalige douanegebouw uit 1924. Het werd mogelijk in 1956, gelijk met Loods 6, verbouwd. Het was oorspronkelijk via luchtbruggen verbonden met de vertrek- en aankomsthal in Loods 6. Het pand is omstreeks 1991 in opdracht van woningbouwvereniging Onze Woning door Villanova Architecten verbouwd tot woonwerkgebouw met 26 appartementen en 600 m² bedrijfsruimten. De overbouwingen van de Messinastraat zijn toen verwijderd, waardoor het douanegebouw een zelfstandig gebouw werd met twee entrees, Messinastraat 2-36 en KNSM-laan 313-325.

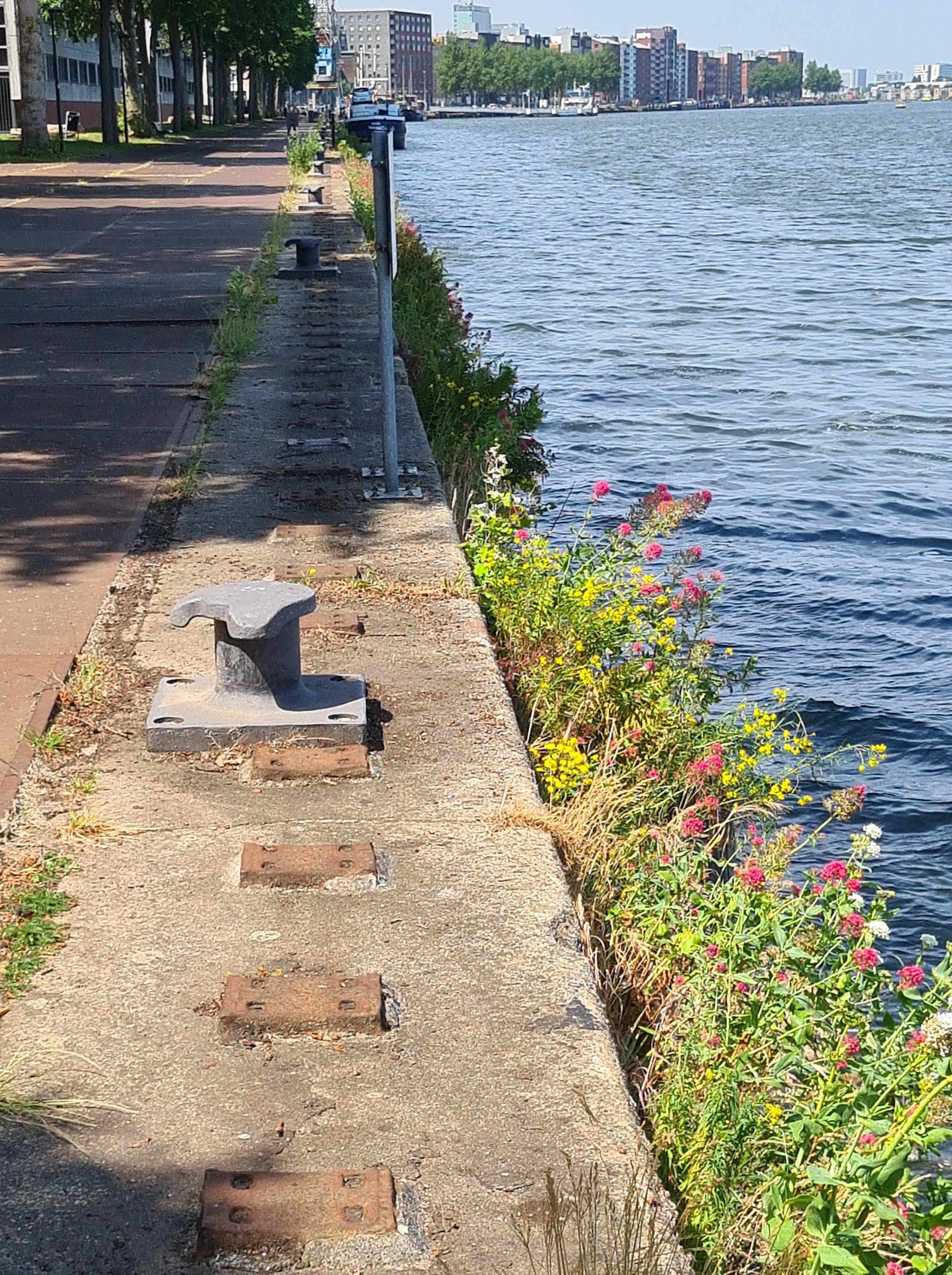
Kademuur Surinamekade
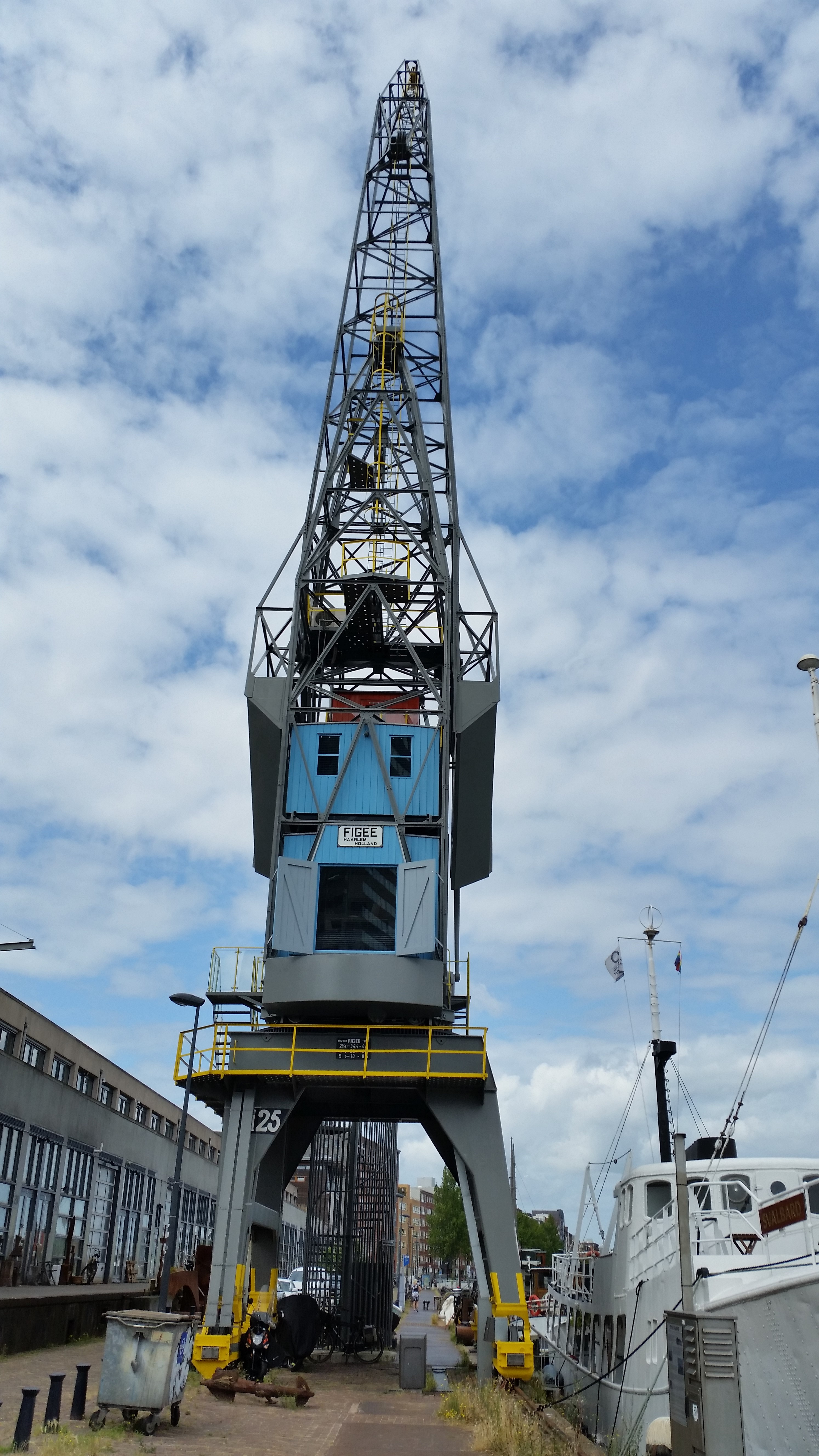
Kraan 2868
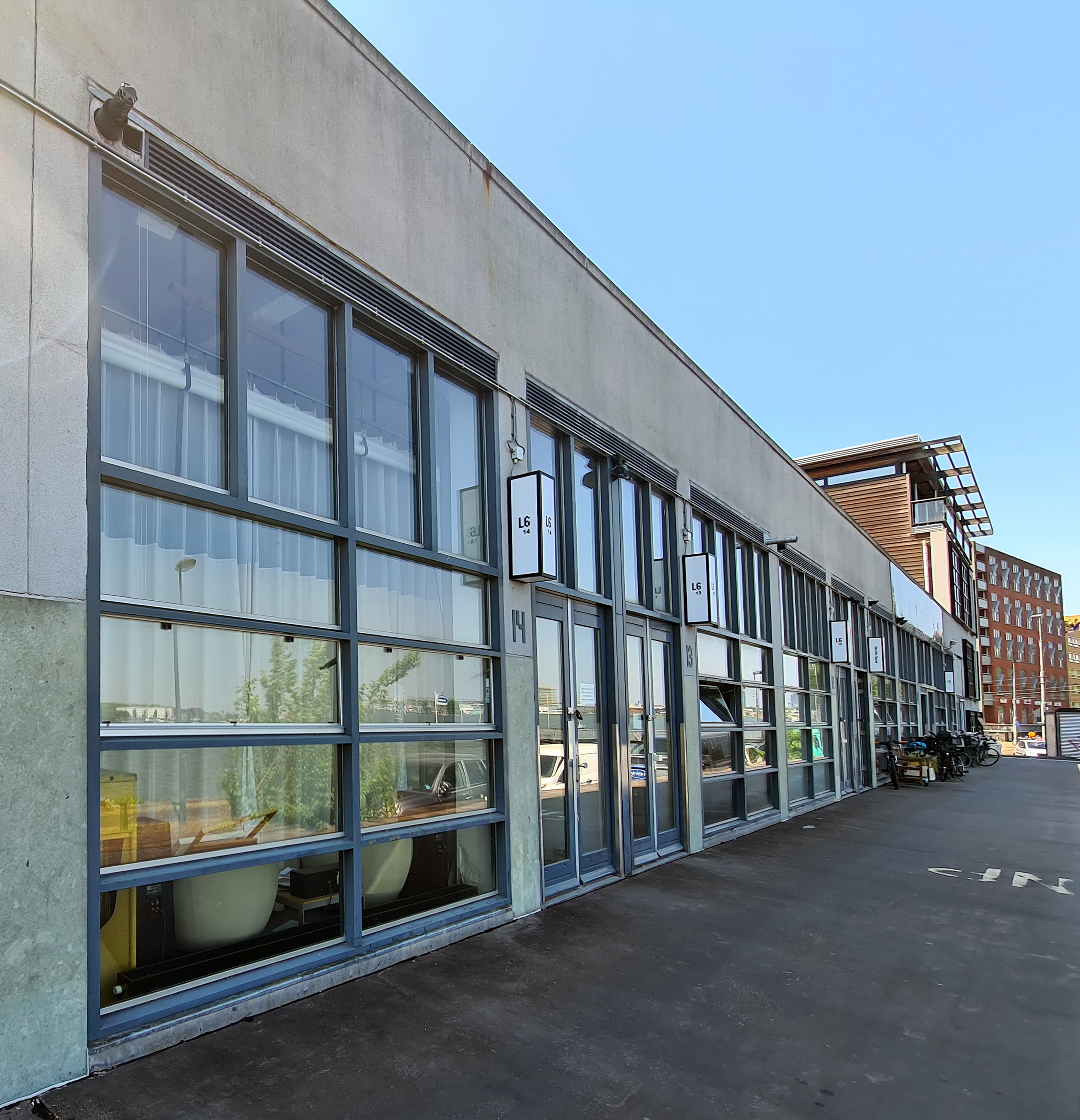
Detail Loods 6
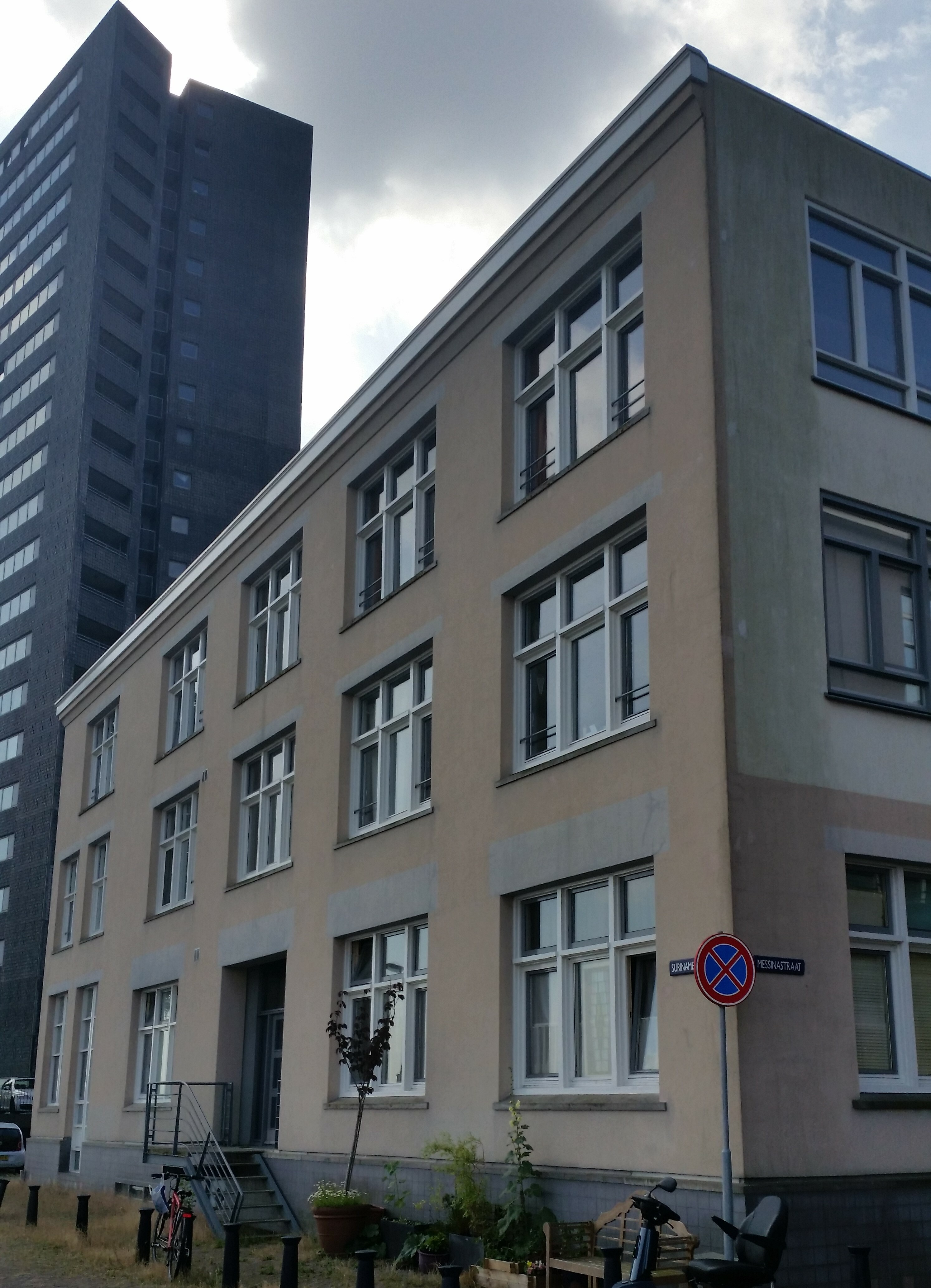
Vm. douanegebouw

### Moderne architectuur
Over de moderne architectuur op het KNSM-eiland en elders in het Oostelijk Havengebied zijn talloze boeken en artikelen gepubliceerd. Dominant aan de Surinamekade is de 63 meter hoge woontoren Skydome van Wiel Arets uit 1996. De torenflat bestaat uit vier verticale volumes, drie aan de zuidzijde en één (met een knik) aan de noordzijde, die het geheel een rankere uitstraling verlenen. De antracietkleurige gevelbekleding bestaat uit gegoten betonplaten met een ruw oppervlak, die herinnert aan de steenkool die in deze omgeving werd overgeladen.

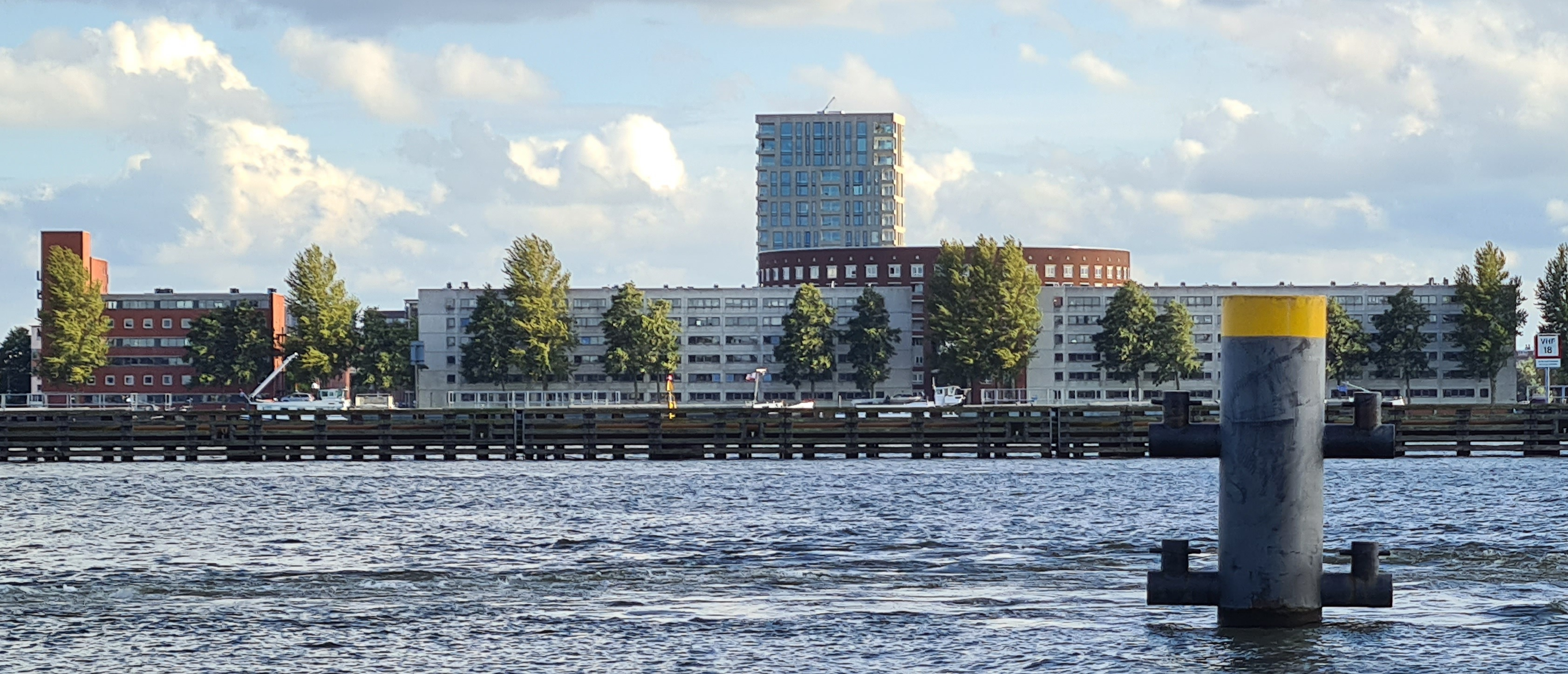
Drie van de vier 'filosofen' van Frank en Paul Wintermans, gezien vanaf het IJ

Bescheidener zijn de vier (eigenlijk drie en een half) vrijwel identieke woongebouwen van de architecten Frank en Paul Wintermans. Ze zijn genoemd naar Griekse filosofen: Diogenes, Archimedes, Pericles en Socrates. De gebouwen zijn zes verdiepingen hoog. Volgens de architecten kan het 'halve gebouw' aan de oostzijde gezien worden als een locomotief die de andere drie gebouwen, de wagons, voorttrekt. De noordgevels van de drie andere gebouwen zijn van grijs beton, wat de architecten passend vonden in deze voormalige havenomgeving.
Vermeldenswaard is ook het grote, cilindervormige wooncomplex Emerald Empire van Jo Coenen, eveneens uit 1996. Van de zogenaamde 'parels', de telkens uit vier woningen bestaande watervilla's die Emerald Empire omringen, kijkt er één uit over het kasseienpleintje aan het oosteinde van de Surinamekade. Alle genoemde gebouwen hebben hun adressen aan de KNSM-laan (of Venetiëhof/-straat).
De radarpost Surinamekade op de noordoostpunt van het schiereiland is weliswaar geen gebouw, maar getuigt met zijn moderne vormgeving van de betekenis van de omliggende vaarwateren voor de hedendaagse scheepvaart.

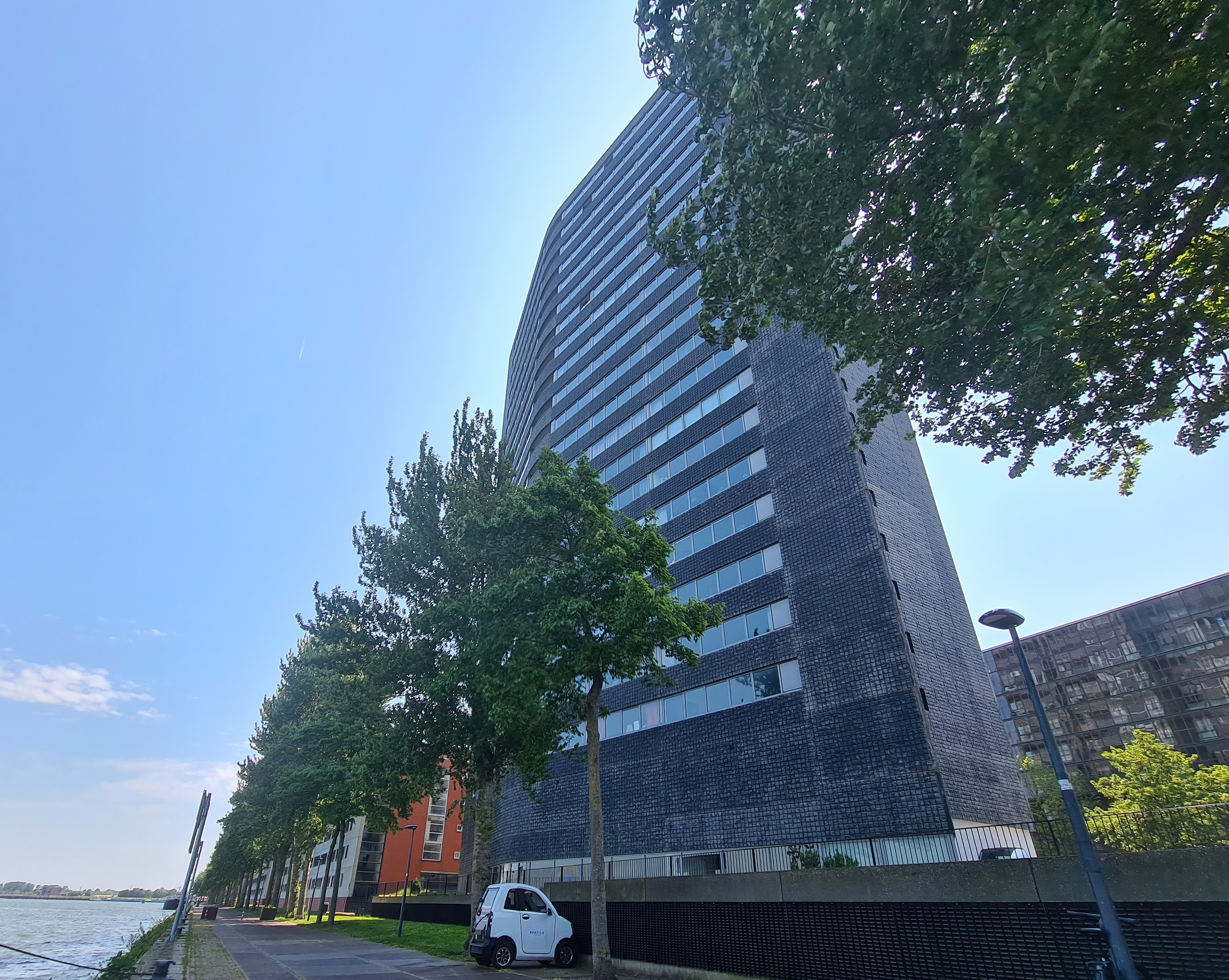
Skydome, gezien vanuit het westen
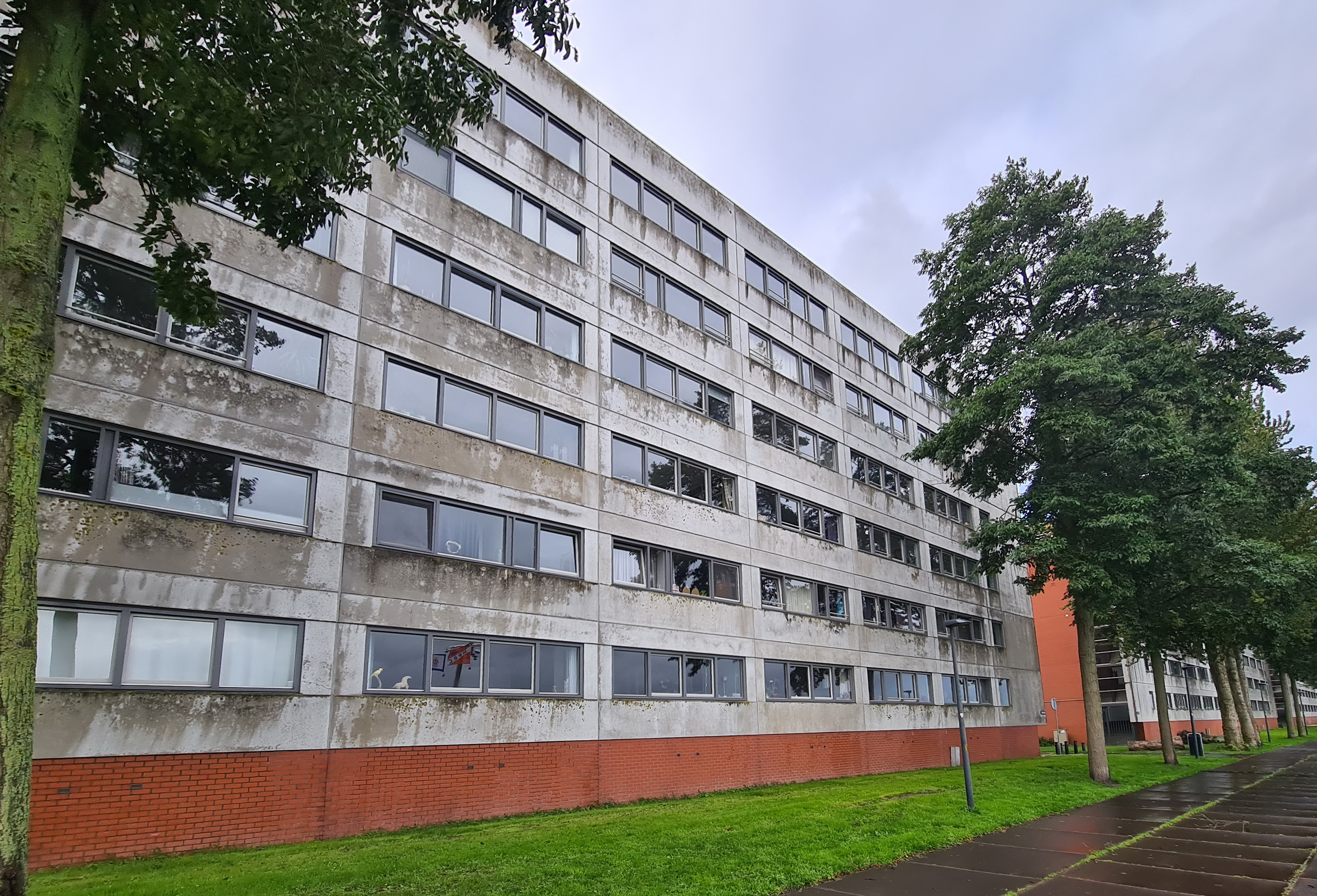
Pericles, tweede in een rij van vier 'filosofen'
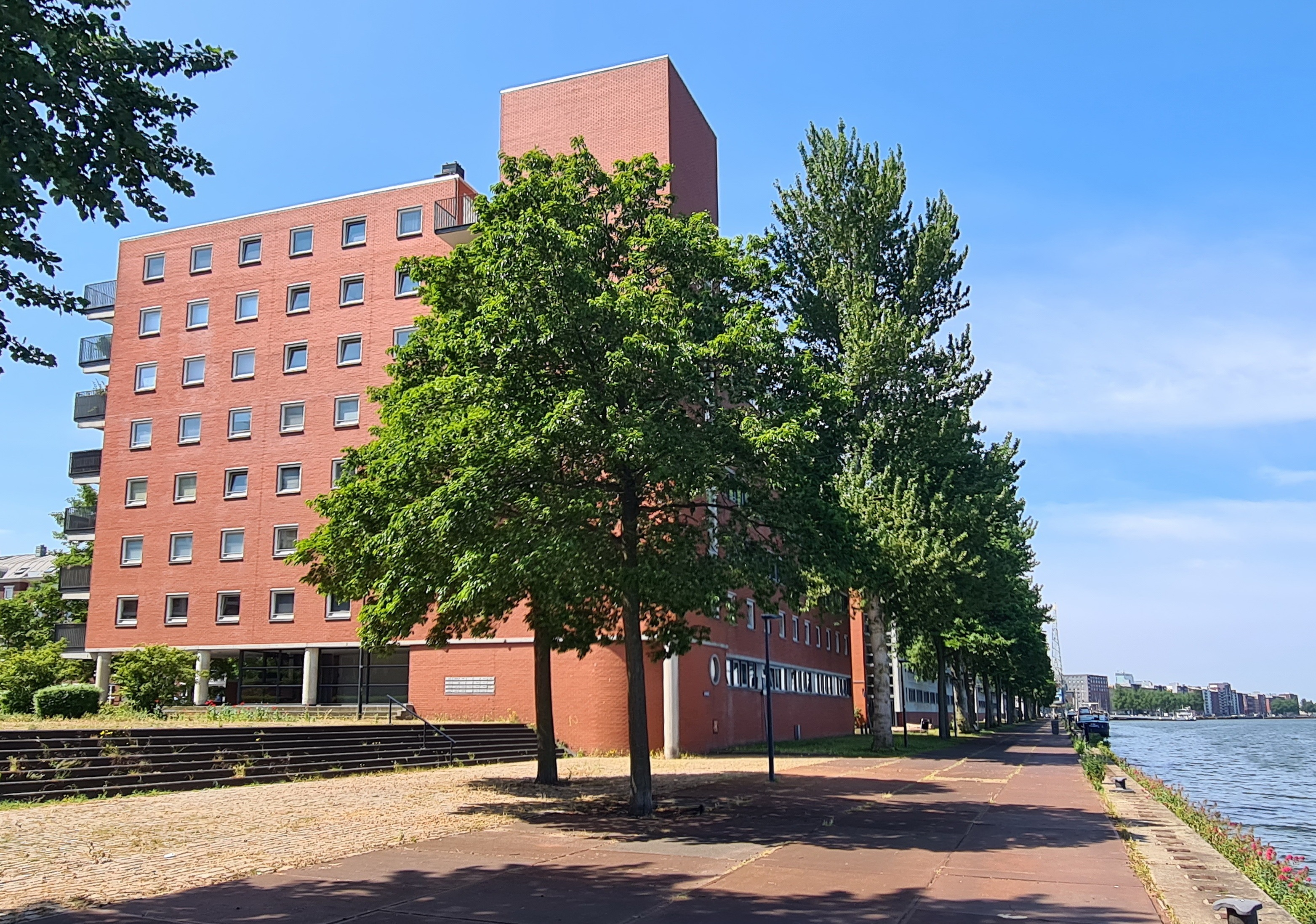
Socrates, de laatste in het rijtje filosofen
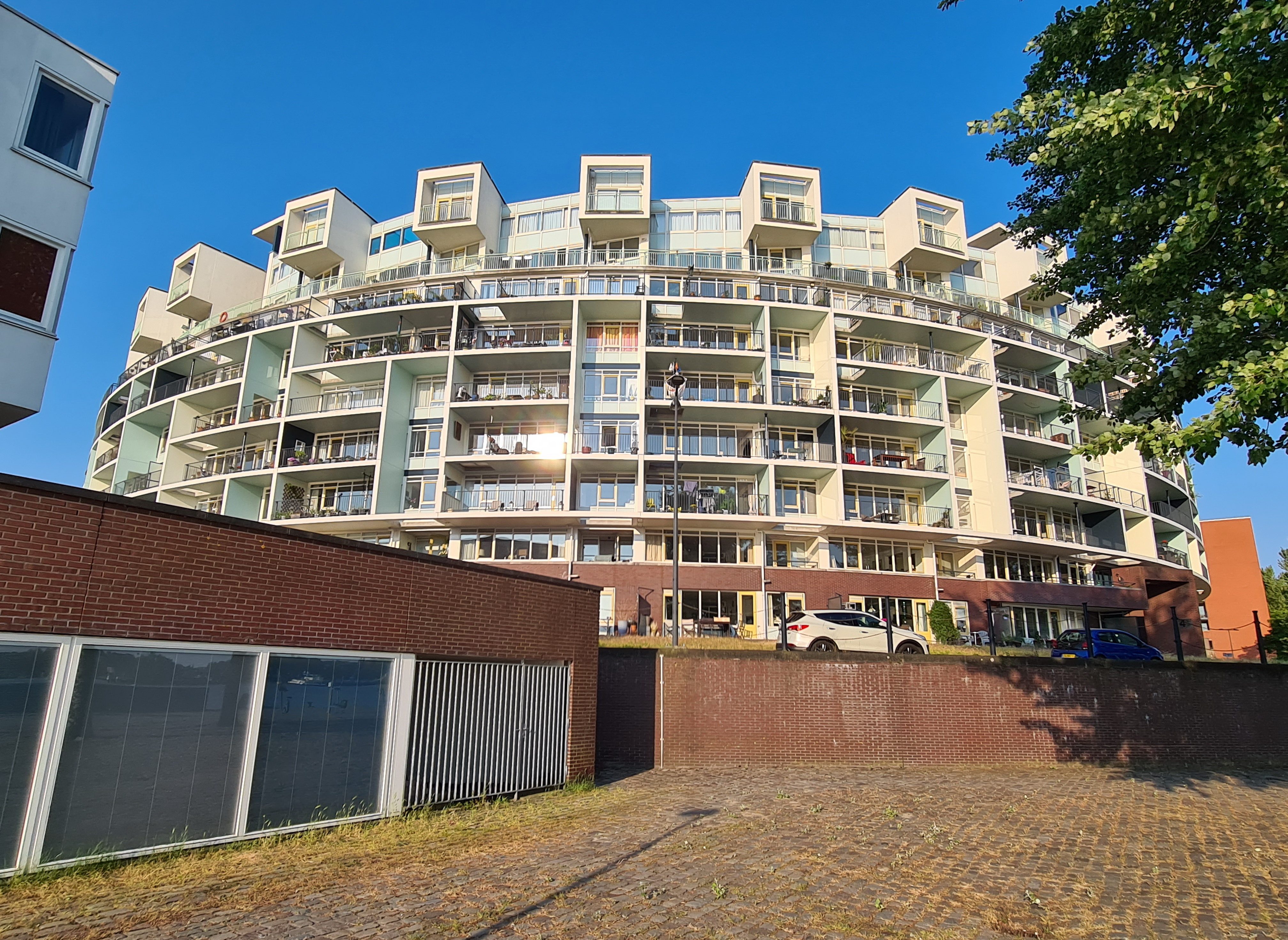
Emerald Empire, gezien vanaf de Surinamekade